# Dominique Fortin
Pour les articles homonymes, voir Fortin.
Dominique Fortin est une monteuse et scénariste canadienne, née en 1961 à Montréal (Canada).

## Filmographie

### comme monteuse
- 1989 : Quand l'accent devient grave
- 1989 : Le Message de Cornipoli
- 1990 : Entre l'effort et l'oubli
- 1990 : City of Champion
- 1992 : Une enfance à Natashquan
- 1992 : Rispondetemi
- 1993 : André Mathieu, musicien
- 1993 : Les Amoureuses
- 1994 : Les Seins dans la tête
- 1995 : Women: A True Story
- 1995 : Erreur sur la personne
- 1995 : Hiroshima (TV)
- 1996 : Les Compagnons de Saint-Laurent
- 1997 : Murder Live! (TV)
- 1997 : Demain ne meurt jamais (Tomorrow Never Dies)
- 1999 : Ladies Room
- 1999 : Sunshine
- 2000 : À l'aube du sixième jour (The 6th Day)
- 2002 : The Matthew Shepard Story (TV)
- 2003 : Comment ma mère accoucha de moi durant sa ménopause
- 2003 : Ice Bound (TV)
- 2003 : La Grande Séduction
- 2004 : Doux rendez-vous
- 2004 : Nous étions libres (Head in the Clouds)
- 2004 : Comment devenir un trou de cul et enfin plaire aux femmes
- 2005 : La Vie avec mon père
- 2005 : Combat pour la justice (Hunt for Justice) (TV)
- 2014 : La Chanson de l'éléphant de Charles Binamé
- 2015 : Stonewall de Roland Emmerich
- 2015 : Chien de garde de Sophie Dupuis
- 2016 : D'encre et de sang d'Alexis Fortier Gauthier, Maxim Rheault et Francis Fortin

### comme scénariste
- 1996 : La Beauté fatale et féroce...

### Autres
Le nom de Dominique Fortin[Qui ?] apparaît au générique du film Premier Contact (Arrival, 2016), dans les remerciements finaux.[réf. nécessaire]

## Distinction
- 20e gala Québec Cinéma : Prix Iris du Meilleur montage pour Chien de garde